# Dargun
Dargun város Mecklenburg–Elő-Pomerániában.

## Földrajza
Dargun a mecklenburgi tóvidék területén fekszik, nem messze a mecklenburgi Schweiztől.

## Történelem
Írott forrásban elsőként 1171-ben tűnik fel egy szláv vár, amelyet a dánok tönkre tettek.
1172-1200 egy ciszterci apátság a vár mellett volt. 1209 újra jöttök barátok Doberabból. 1236 a kolostor Mecklenburg része lett.
A reformációval 1552-ben a kolostort szekularizálták, és 1556-ban I. Ulrich mecklenburg-güstrowi herceg reneszánsz palotává alakította át, amely a Mecklenburg-Güstrow vonal kihalása után a mecklenburgi hercegek tulajdona lett. A harmincéves háborúban újra tönkre ment.
1938-ban városi joggal ruházták fel Dargunt. 1945 leégett a kastély. 1991 óta a maradványokat helyreállították.

## Gazdaság

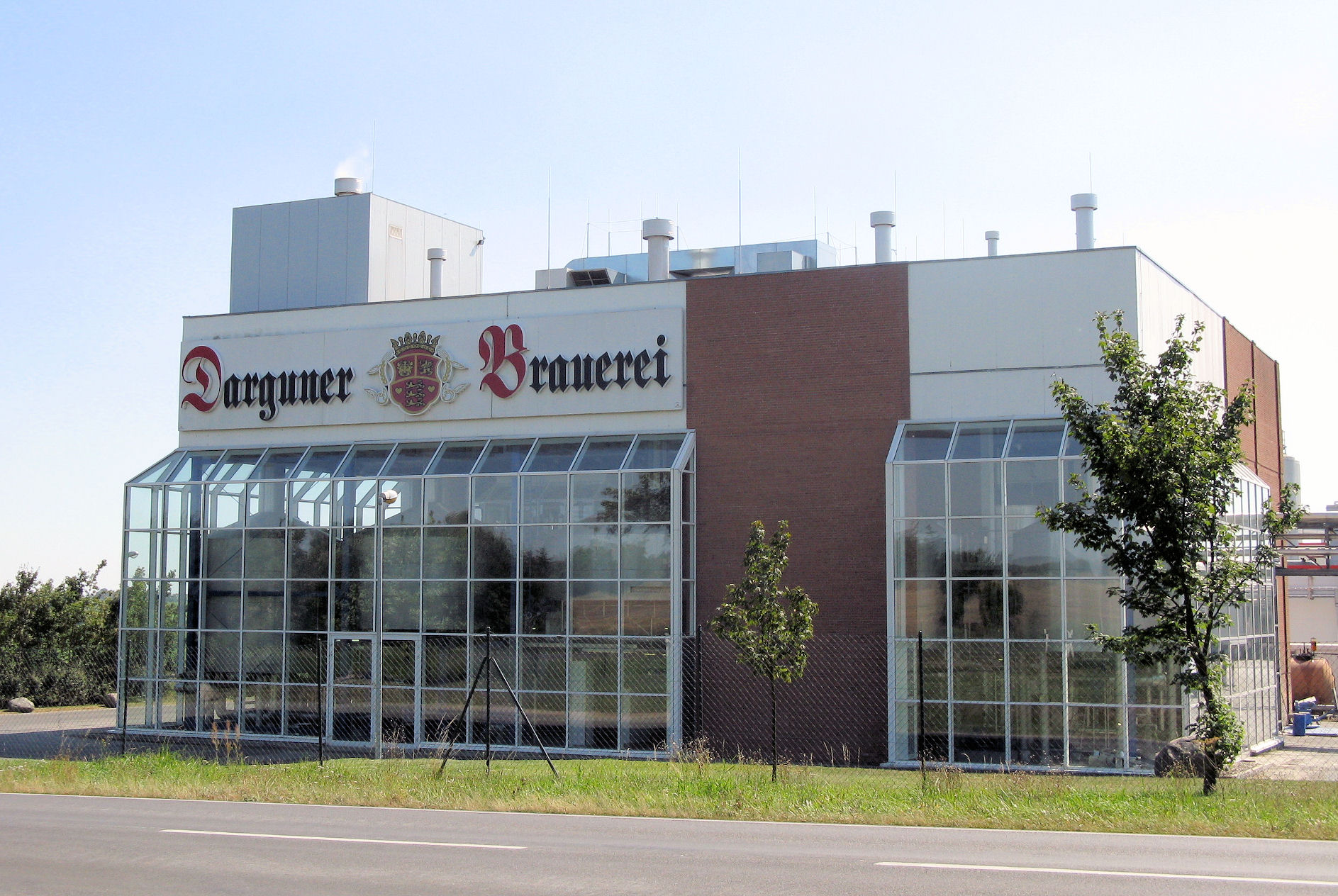
A sörgyár

A sörgyár (Darguner Brauerei) és a sajtgyár (Zentralkäserei Mecklenburg-Vorpommern GmbH) 1991-ben alakult.

## Nevezetességei
- kolostor
- zsidó temető

## Testvérvárosok
- Skælskør (Dánia)
- Karlino (Lengyelország)
- Hohenlockstedt (Schleswig-Holstein, Németország)

## Fordítás
- Ez a szócikk részben vagy egészben a Dargun című német Wikipédia-szócikk fordításán alapul.  Az eredeti cikk szerkesztőit annak laptörténete sorolja fel. Ez a jelzés csupán a megfogalmazás eredetét és a szerzői jogokat jelzi, nem szolgál a cikkben szereplő információk forrásmegjelöléseként.